# Román földikutya
A román földikutya (Spalax istricus) az emlősök (Mammalia) osztályának a rágcsálók (Rodentia) rendjébe, ezen belül a földikutyafélék (Spalacidae) családjába tartozó faj. A tudomány azt a három múzeumi példányát ismeri, melyeken Méhely Lajos fajleírása alapul.

## Rendszertan
Két közeli rokona van, a kizárólag az Erdélyi-medencében élő mezőségi földikutya és a Bukovinában élő bukovinai földikutya. Előbbi akkor alakult ki, amikor a Kárpátok kiemelkedett és utána feltételezhető, hogy a kis földikutyák, amelyek jóval később jelentek meg ezen a területen - egyébként sokkal hatékonyabban kolonizálnak, mint a nagy földikutyák - nyomultak be a mostanra kettévált román és bukovinai földikutya elterjedési területére és jóval több, mint fél millió évvel ezelőtt a kis földikutyáknak a megjelenése ezen a területen elválasztotta ezt a két csoportot.

## Előfordulás
A Havasalföldön (Olténiában és Munténiában) élt.

## Kihalására utaló tények
Egy friss kutatás során romániai és magyarországi kutatók bejárták a faj valamennyi korábban ismertetett előfordulási helyét és azok tágabb környezetét is. Bár több helyen találtak földikutya számára alkalmasnak tűnő, potenciális élőhelyet, sehol sem sikerült az állat jelenlétét megállapítani. Ráadásul a helyi lakosok sem ismerték a fajt. Elképzelhető, hogy még Méhely idejében, a 20. század első felében kipusztult.